# Full River Red
Pour plus de détails, voir Fiche technique et Distribution.
Full River Red (满江红, Mǎnjiānghóng) est un film chinois réalisé par Zhang Yimou, sorti en 2023.

## Synopsis
Lors du règne de la dynastie Song, le meurtre d'un messager a lieu dans la résidence de Qin Hui alors qu'il doit rencontrer un délégué de la dynastie rivale des Jin. Zhang Da, l'un des soldats de garde, échappe à son exécution, mais doit, en contrepartie, retrouver l'assassin en moins de deux heures.

## Fiche technique
Sauf indication contraire, les informations mentionnées dans cette section peuvent être confirmées par la base de données cinématographiques IMDb,  présente dans la section « Liens externes ».
- Titre : Full River Red
- Titre original : 满江红 (Mǎnjiānghóng)
- Réalisation : Zhang Yimou
- Scénario : Chen Yu et Zhang Yimou
- Costumes : Lei Fu
- Photographie : Zhao Xiaoding
- Montage : Li Yongyi
- Musique : Han Hong
- Pays d'origine : Chine
- Format : Couleurs - 2,39:1 - Dolby
- Genre : Comédie noire, historique
- Durée : 159 minutes
- Dates de sortie :
  - Chine : 22 janvier 2023
  - France : 31 juillet 2024

## Distribution
- Shen Teng : Zhang Da
- Jackson Yee : Sun Jun
- Zhang Yi : He Li
- Lei Jiayin : Qin Hui
- Yue Yunpeng : Wu Yichun
- Wang Jiayi : Yao Qin
- Pan Binlong : Ding Sanwang
- Yu Ailei : Liu Xi
- Guo Jingfei : Wang Biao
- Ou Hao : Zheng Wan
- Wei Xiang : Ha Deng
- Zhang Chi : Chen Liang

## Sortie

### Accueil critique
En France, le site Allociné propose une moyenne de 2,4⁄5, d'après l'interprétation de 14 critiques de presse.

## Distinctions

### Nominations
- Coqs d'or 2023 : meilleur acteur dans un second rôle pour Lei Jiayin et meilleure musique
- Hong Kong Film Awards 2024 : meilleur film asiatique de langue chinoise
- Asian Film Awards 2024 : meilleur acteur pour Shen Teng